# Bel-Ami
Bel-Ami (în traducere „Prieten drag”) este al doilea roman al scriitorului francez Guy de Maupassant, publicat în 1885. Romanul relatează ascensiunea la putere a jurnalistului Georges Duroy, care devine, prin corupție, dintr-un fost subofițer de cavalerie sărac în coloniile africane ale Franței, unul dintre cei mai de succes bărbați din Paris, statut pe care îl obține manipulând mai multe femei influente, inteligente și bogate.

## Rezumat
Acțiunea romanului se desfășoară în Paris, în contextul clasei de mijloc superioare, al jurnaliștilor de seamă ai ziarului La Vie Française și al prietenilor lor. Este relatată povestea lui Georges Duroy, un fost militar francez care a îndeplinit serviciul militar în Algeria. După ce lucrează timp de șase luni ca funcționar la Paris, o întâlnire cu fostul său camarad, Forestier, îi permite să înceapă o carieră de jurnalist. De la reporter de știri nesemnificative, ajunge treptat redactor-șef. Succesul lui Duroy se datorează inițial soției lui Forestier, Madeleine, care îl ajută să scrie primele articole și care, mai târziu, când începe să scrie articole de mare anvergură, le conferă o notă emoționantă aparte. În același timp, ea se folosește de relațiile pe care le are cu politicieni importanți pentru a-i furniza lui Georges Duroy informații din „culise” care îi permit acestuia să se implice activ în politică. De asemenea, Duroy face cunoștință cu mulți politicieni în salonul doamnei Forestier. Duroy devine amantul prietenei lui Forestier, doamna de Marelle, o altă persoană influentă din societate. Mai târziu, Duroy încearcă să o seducă și pe Madeleine Forestier, dar aceasta respinge avansurile sexuale ale lui Duroy și îi propune să rămână prieteni fără alte intenții.
În decurs de câteva luni, sănătatea lui Charles Forestier se deteriorează, iar acesta călătorește în sudul Franței pentru a se recupera. La scurt timp, Duroy primește o scrisoare de la Madeleine, care îl imploră să se întoarcă la ea și să o ajute să îndure ultimele clipe din viața soțului ei. Când Forestier moare, Duroy îi cere Madeleinei să se căsătorească cu el. După câteva săptămâni de chibzuință, aceasta acceptă. După aceea, Georges își semnează articolele folosind pseudonimul Du Roy (un nume francez în stil aristocratic) pentru a adăuga prestigiu numelui său. Cei doi soți călătoresc în Normandia, regiunea în care Georges a copilărit, și îi întâlnesc pe părinții săi țărani. Aflând că realitatea este diferită de așteptările ei romantice, Madeleine se simte foarte stingherită de părinții lui, astfel că șederea lor la ei este de scurtă durată. La redacția ziarului, Duroy este ridiculizat pentru că articolele sale sunt scrise de soția sa, tot așa cum și articolele răposatului Forestier erau scrise tot de aceasta. Colegii de ziar îi spun „Forestier”, ceea ce îl înfurie pe Georges, care devine foarte gelos pe Madeleine, insistând ca aceasta să recunoască faptul că i-a fost infidelă lui Forestier, însă ea nu o face niciodată.
Într-o încercare de a scăpa de accesele de gelozie, Duroy începe o relație cu doamna Walter, soția patronului ziarului. Se bucură în mod deosebit de această reușită, întrucât el este primul ei amant extraconjugal. Mai târziu, însă, regretă decizia, pentru că nu poate scăpa de ea atunci când nu o mai dorește. Relațiile lui Duroy cu soția sa se răcesc; la un moment dat, Duroy îl conduce pe un comisar de poliție și pe alți trei ofițeri la un apartament în care soția sa se întâlnește cu Monsieur Laroche-Mathieu, amantul ei. Aceștia îi surprind pe cei doi în flagrant delict de adulter, care era pe atunci o infracțiune. Duroy s-a folosit de polițiști ca martori ai adulterului soției sale pentru a înlesni divorțul lor. El nu a cerut nici arestarea ei, nici pe cea a amantul ei, deși poliția i-a oferit posibilitatea de a face acest lucru.
În ultimele două capitole, ascensiunea la putere a lui Duroy continuă. Duroy, devenit acum un bărbat singur, profită de faptul că fiica șefului său este îndrăgostită de el și organizează o căsătorie spontană cu aceasta. Părinții nu au altă soluție decât să-și dea acordul pentru căsătorie. Ultimul capitol îl arată pe Duroy savurându-și succesul în timpul ceremoniei de nuntă, la care sunt prezenți „toți cei care au jucat un rol important în societate”. Cu toate acestea, gândurile sale se îndreaptă mai ales către doamna de Marelle care, după ce îi urează toate cele bune, îi arată că l-a iertat pentru noua sa căsătorie și că întâlnirile lor intime pot fi reluate.

## Personaje
- Georges Duroy (Du Roy), fost soldat devenit jurnalist care se bucură de o ascensiune socială majoră
- Charles Forestier, fost camarad în armată al lui Duroy, jurnalist
- Madeleine Forestier (Du Roy), soția lui Charles și, mai târziu, a lui Georges, care își ajută soții să redacteze articolele și care are numeroase legături în rândul oamenilor influenți
- Monsieur Laroche-Mathieu, prieten al Madeleinei Forestier, parlamentar, ulterior ministru, care își datorează poziția și bogăția bruscă publicației La Vie Française; amantul Madeleinei Forestier
- Comte de Vaudrec, vechi prieten și protector de lungă durată, probabil și amantul sau tatăl pierdut al Madeleinei Forestier (Du Roy)
- Clotilde de Marelle, prietena familiei Forestier al cărei soț este plecat pentru perioade lungi de timp, principala amantă a lui Duroy
- Laurine de Marelle, fiica lor cea mică, care inventează porecla Bel Ami.
- Jacques Rival, jurnalist
- Norbert de Varenne, un bătrân poet singur și resemnat, obosit de viață, care face parte din redacția Vie Française
- Monsieur Walter, proprietarul și redactorul-șef al Vie Francaise
- Virginie Walter, soția sa, ulterior amanta lui Duroy
- Suzanne Walter, fiica lor căsătorită, ulterior doamna Du Roy
- Rachel, o prostituată la care Georges apelează în perioadele de criză financiară